# 西経167度線
西経167度線（せいけい167どせん）は、本初子午線面から西へ167度の角度を成す経線である。北極点から北極海、北アメリカ、太平洋、南極海、南極大陸を通過して南極点までを結ぶ。
西経167度線は、東経13度線と共に大円を形成する。

## 通過する地域一覧
西経167度線は、北極点から南極点まで南に向かって以下の場所を通っている。
| 地理座標                                               | 国土・領土・領海 | 備考 |
| ------------------------------------------------------ | ---------------- | --- |
| 北緯90度0分 西経167度0分 / 北緯90.000度 西経167.000度  | 北極海           | |
| 北緯71度48分 西経167度0分 / 北緯71.800度 西経167.000度 | チュクチ海       | ホープ岬（英語版）（ アメリカ合衆国アラスカ州、北緯68度21分 西経166度50分 / 北緯68.350度 西経166.833度）の西を通過                  |
| 北緯66度33分 西経167度0分 / 北緯66.550度 西経167.000度 | ベーリング海     | |
| 北緯66度0分 西経167度0分 / 北緯66.000度 西経167.000度  | アメリカ合衆国   | アラスカ州 — スワード半島 |
| 北緯65度22分 西経167度0分 / 北緯65.367度 西経167.000度 | ベーリング海     | |
| 北緯60度13分 西経167度0分 / 北緯60.217度 西経167.000度 | アメリカ合衆国   | アラスカ州 — ヌニヴァク島 |
| 北緯59度59分 西経167度0分 / 北緯59.983度 西経167.000度 | ベーリング海     | |
| 北緯53度57分 西経167度0分 / 北緯53.950度 西経167.000度 | アメリカ合衆国   | アラスカ州 — ウナラスカ島 |
| 北緯53度25分 西経167度0分 / 北緯53.417度 西経167.000度 | 太平洋           | クック諸島の東の国境（南緯8度0分 西経167度0分 / 南緯8.000度 西経167.000度 - 南緯23度0分 西経167度0分 / 南緯23.000度 西経167.000度） |
| 南緯60度0分 西経167度0分 / 南緯60.000度 西経167.000度  | 南極海           | |
| 南緯78度28分 西経167度0分 / 南緯78.467度 西経167.000度 | 南極大陸         | ロス海属領 - ニュージーランドが領有権主張                                                                                           |